# 錦糸
錦糸（きんし）は、東京都墨田区の町名。現行行政地名は錦糸一丁目から錦糸四丁目。住居表示実施済み区域。

## 地理
本所地域の東部に位置する。住居表示実施済み。北で太平、東で江東区亀戸、南で江東橋、南西の一点で緑、西で亀沢、北西の一点で石原と接する。一般的に「錦糸町」と呼ばれる地域の北部である。南側には錦糸町駅が接しており、主に商業地として利用される。本所警察署（所在地：横川）・本所消防署（所在地：横川）の管轄に当たる。

### 河川
- 大横川 - 清平橋・長崎橋が架かる。
- 横十間川 - 錦糸橋が架かる。

## 歴史
「錦糸町」から住居表示実施時に現町名「錦糸」へ変更した。
- 2019年（令和元年）10月1日 - 東京都は錦糸一丁目から四丁目を暴力団排除条例に基づき暴力団排除特別強化地域に指定[5]。

## 世帯数と人口
2025年（令和7年）3月1日現在（墨田区発表）の世帯数と人口は以下の通りである。
| 丁目       | 世帯数    | 人口    |
| ---------- | --------- | ------- |
| 錦糸一丁目 | 1,473世帯 | 2,127人 |
| 錦糸二丁目 | 464世帯   | 658人   |
| 錦糸三丁目 | 486世帯   | 723人   |
| 錦糸四丁目 | 1,107世帯 | 1,867人 |
| 計         | 3,530世帯 | 5,375人 |

### 人口の変遷
国勢調査による人口の推移。
| 年                 | 人口  |
| ------------------ | ----- |
| 1995年（平成7年）  | 3,360 |
| 2000年（平成12年） | 3,703 |
| 2005年（平成17年） | 4,534 |
| 2010年（平成22年） | 5,028 |
| 2015年（平成27年） | 5,071 |
| 2020年（令和2年）  | 5,156 |

### 世帯数の変遷
国勢調査による世帯数の推移。
| 年                 | 世帯数 |
| ------------------ | ------ |
| 1995年（平成7年）  | 1,688  |
| 2000年（平成12年） | 1,990  |
| 2005年（平成17年） | 2,673  |
| 2010年（平成22年） | 2,895  |
| 2015年（平成27年） | 3,049  |
| 2020年（令和2年）  | 3,203  |

## 学区
区立小・中学校に通う場合、学区は以下の通りとなる（2022年9月時点）。
| 丁目       | 番地 | 小学校             | 中学校             |
| ---------- | ---- | ------------------ | ------------------ |
| 錦糸一丁目 | 全域 | 墨田区立錦糸小学校 | 墨田区立錦糸中学校 |
| 錦糸二丁目 | 全域 | 墨田区立錦糸小学校 | 墨田区立錦糸中学校 |
| 錦糸三丁目 | 全域 | 墨田区立錦糸小学校 | 墨田区立錦糸中学校 |
| 錦糸四丁目 | 全域 | 墨田区立錦糸小学校 | 墨田区立錦糸中学校 |

## 交通

### 鉄道
- JR東日本 （ 中央・総武緩行線、 総武快速線）錦糸町駅 - 出入口(北口)が設けられている。（所在地：錦糸）
- 東京メトロ半蔵門線  錦糸町駅 - 出入口が三か所(アルカイ－スト・ロッテシティホテル・錦糸公園)設けられている。（所在地：錦糸）

### 道路
- 東京都道465号深川吾嬬町線（四ツ目通り）

## 事業所
2021年（令和3年）現在の経済センサス調査による事業所数と従業員数は以下の通りである。
| 丁目       | 事業所数  | 従業員数 |
| ---------- | --------- | -------- |
| 錦糸一丁目 | 295事業所 | 9,911人  |
| 錦糸二丁目 | 254事業所 | 2,913人  |
| 錦糸三丁目 | 219事業所 | 2,482人  |
| 錦糸四丁目 | 129事業所 | 1,202人  |
| 計         | 897事業所 | 16,508人 |

### 事業者数の変遷
経済センサスによる事業所数の推移。
| 年                 | 事業者数 |
| ------------------ | -------- |
| 2016年（平成28年） | 855      |
| 2021年（令和3年）  | 897      |

### 従業員数の変遷
経済センサスによる従業員数の推移。
| 年                 | 従業員数 |
| ------------------ | -------- |
| 2016年（平成28年） | 14,696   |
| 2021年（令和3年）  | 16,508   |

## 施設
- 墨田区総合体育館
- 錦糸公園
- 墨田区立錦糸小学校

## 史跡
- 津軽稲荷神社
- 千種稲荷神社(墨田区特別指定史跡)

## その他

### 日本郵便
- 郵便番号 : 130-0013[3]（集配局 : 本所郵便局[15]）。